# Stefano Manzi
Stefano Manzi, né le 29 mars 1999 à Rimini, est un pilote moto italien. En 2025, il est engagé avec Pata Yamaha Ten Kate Racing en championnat du monde de Supersport.

## Biographie

### Carrière Junior
Manzi rejoint la Red Bull MotoGP Rookies Cup en 2012, où il obtient deux podiums avec une deuxième place au Sachsenring et une troisième place à Brno. Il termine sa première saison dans le championnat avec 75 points et la treizième place du championnat. L'année suivante, il se réengage dans la catégorie. Il obtient son premier podium lors de la deuxième course à Jerez devant Jorge Martin. Lors de la première course du Sachsering, il termine derrière l'Espagnol avant de finir troisième de la seconde course. Il termine la saison à la troisième place du championnat, avec sept podiums.
Pour la saison 2014, il reste dans le championnat. L'Italien décroche sa première victoire à Misano, devant Manuel Pagliani et Joan Mir. Il termine de nouveau troisième du championnat, avec une victoire et huit podiums.

### Moto3

#### San Carlo Team Italia (2015)
Manzi fait ses débuts dans le championnat du monde Moto3 2015 avec une Mahindra MGP3O engagée par le San Carlo Team Italia, aux côtés de son compatriote Matteo Ferrari. Il ne commence sa campagne qu'à partir de la deuxième manche de la saison, après avoir été remplacé pour l'épreuve d'ouverture par Marco Bezzecchi en raison de la limite d'âge. Il inscrit ses premiers points lors du Grand Prix de France. Son meilleur résultat de la saison est une douzième place, acquise lors du Grand Prix d'Aragon. Il termine sa première place dans le championnat à la vingt-septième place du championnat avec 10 points.

#### Mahindra Racing (2016)
Lors de la saison 2016, l'Italien participe à trois courses en tant que wildcard, obtenant une 20e place en Autriche. Il revient pour le Grand Prix de Grande Bretagne où il obtient la quatrième place. Il termine sa saison avec une 16e place à Misano. Il termine la saison à la vingt-neuvième place du championnat, avec 13 points.

### Moto2

#### Sky Racing Team VR46 (2017)
En 2017, Manzi rejoint la catégorie Moto2 avec Sky Racing Team VR46 avec une Kalex, aux côtés de son compatriote Francesco Bagnaia. Il inscrit ses premiers points lors du Grand Prix d'Allemagne. Il décroche son meilleur résultat à Silverstone avec une septième place. l'Italien termine la saison à la vingt-cinquième place au championnat avec 14 points.

#### Forward Racing (2018-2020)
Pour 2018, Manzi rejoint Forward Racing, échangeant sa place avec Luca Marini qui prend sa place chez Sky Racing Team VR46. Manzi connaît une année difficile, ne terminant dans les points que deux fois en quinze courses, avec une dixième place en France et une quatorzième place en Autriche. Lors du Grand Prix de Saint-Marin, il est victime d'un accident causé par Romano Fenati qui, pour protester contre un dépassement musclé de Manzi, se porte à sa hauteur et appuie sur son frein à 200 km/h. Manzi réussit à rester sur sa moto, mais chute ensuite, tandis que Fenati reçoit un drapeau noir et est disqualifié. Manzi s'en sort cependant sans blessures. Lorsque Fenati fait son retour après avoir été suspendu pour son geste contre Manzi, celui-ci se retire pour le reste de la saison, déclarant « Je ne me sens pas en sécurité avec des pilotes sur la piste qui essaient de me tuer ». L'Italien termine la saison avec 8 points et la 24e place du championnat.
Il reste chez Forward Racing pour la saison 2019, mais pilote désormais une MV Agusta. Il réalise une meilleure saison que la précédente, terminant sept fois dans les points, quatre fois dans le top 10, dont une 7e place à Assen. Il obtient finalement une quatrième place lors de la dernière manche de la saison à Valence. Le natif de Rimini termine la saison à la dix-neuvième place du championnat avec 39 points.
Pour sa dernière année avec Forward Racing, en 2020, Manzi décroche sa première pole position dans la catégorie, lors de l'avant-dernière manche à Valence, obtenant la première pole position de Forward Racing depuis 2010, et la première de MV Agusta en 44 ans. Il est cependant contraint d'abandonner. l'Italien termine vingt-deuxième du championnat avec 21 points, huit arrivées dans les points et une neuvième place à Jerez comme meilleur résultat.

#### Flexbox HP40 (2021)
Pour la saison 2021, Manzi rejoint Pons Racing, aux côtés d'Héctor Garzó, retrouvant un châssis Kalex. Manzi connaît une nouvelle année délicate, avec sept arrivées dans les points. Il obtient son premier Top 10 à Doha avec une huitième place. Il termine de nouveau dans les dix premiers avec une dixième place au Mugello. Il obtient ensuite son meilleur résultat à Misano, avec une sixième place. L'italien termine sa dernière saison complète de Moto2 avec 36 points, à la dix-neuvième place du championnat.

#### Yamaha VR46 Master Camp Team (2022)
Il commence sa saison lors du Grand Prix d'Espagne, en remplacement de Keminth Kubo. Lors de ce Grand Prix, il termine treizième.

### Championnat du monde de Supersport
Manzi fait ses dzébuts en championnat du monde de Supersport au cours de la saison 2021, lors de la seconde course sur le circuit de Jerez. Il termine neuvième.

#### Dynavolt Triumph (2022)
Il rejoint le championnat à temps complet pour la saison 2022, au coté de l'Estonien Hannes Soomer chez Dynavolt Triumph. Il décroche son premier podium lors de la première course sur l'autodrome de Most, avec une deuxième place. Pour sa première saison dans la catégorie, il termine sixième du championnat avec 209 points.

## Statistiques en carrière

### Red Bull MotoGP Rookies Cup

#### courses par années
(Les courses en gras indiquent une pole position) (Les courses en Italiques indiquent un meilleur tour)
| Saison | 1        | 2       | 3       | 4        | 5        | 6        | 7        | 8       | 9       | 10      | 11      | 12     | 13      | 14     | 15     | Pos | Pts |
| ------ | -------- | ------- | ------- | -------- | -------- | -------- | -------- | ------- | ------- | ------- | ------- | ------ | ------- | ------ | ------ | --- | --- |
| 2012   | SPA1 15  | SPA2 17 | POR1 19 | POR2 12  | GBR1 Ret | GBR2 Ret | NED1 9   | NED2 14 | GER1 9  | GER2 2  | CZE1 22 | CZE2 3 | RSM Ret | ARA1 6 | ARA2 8 | 13e | 75  |
| 2013   | AME1 Ret | AME2 12 | JER1 5  | JER2 3   | ASS1 Ret | ASS2 2   | SAC1 2   | SAC2 3  | BRN Ret | SIL1 16 | SIL2 5  | MIS 2  | ARA1 3  | ARA2 2 |        | 3e  | 154 |
| 2014   | JER1 5   | JER1 4  | MUG 3   | ASS1 Ret | ASS2 3   | SAC1 3   | SAC2 Ret | BRN1 3  | BRN2 3  | SIL1 3  | SIL2 2  | MIS 1  | ARA1 2  | ARA2 8 |        | 3e  | 193 |

### Championnat du monde Junior FIM CEV Moto3

#### courses par années
(Les courses en gras indiquent une pole position) (Les courses en Italiques indiquent un meilleur tour)
| Saison | Moto     | 1       | 2        | 3      | 4       | 5      | 6       | 7     | 8       | 9       | 10      | 11   | 12   | Pos | Pts |
| ------ | -------- | ------- | -------- | ------ | ------- | ------ | ------- | ----- | ------- | ------- | ------- | ---- | ---- | --- | --- |
| 2014   | Mahindra | JER1 20 | JER2 10  | LMS 12 | ARA 10  | CAT1 8 | CAT2 12 | ALB 4 | NAV Ret | ALG Ret | VAL1    | VAL2 |      | 12e | 41  |
| 2016   | Mahindra | VAL1 7  | VAL2 Ret | LMS 3  | ARA Ret | CAT1 8 | CAT2 10 | ALB 6 | ALG Ret | JER1 7  | JER2 11 | VAL1 | VAL2 | 12e | 63  |

### Grand Prix moto

#### par saison
| Saison | Catégorie | Moto      | Ecurie                       | Courses | Vic. | Podium | Pole | M/T | Pts | Pos. |
| ------ | --------- | --------- | ---------------------------- | ------- | ---- | ------ | ---- | --- | --- | ---- |
| 2015   | Moto3     | Mahindra  | San Carlo Team Italia        | 17      | 0    | 0      | 0    | 0   | 10  | 27e  |
| 2016   | Moto3     | Mahindra  | Mahindra Racing              | 3       | 0    | 0      | 0    | 0   | 13  | 29e  |
| 2017   | Moto2     | Kalex     | Sky Racing Team VR46         | 18      | 0    | 0      | 0    | 0   | 14  | 25e  |
| 2018   | Moto2     | Suter     | Forward Racing Team          | 15      | 0    | 0      | 0    | 0   | 8   | 24e  |
| 2019   | Moto2     | MV Agusta | MV Agusta Forward Racing     | 18      | 0    | 0      | 0    | 0   | 39  | 19e  |
| 2020   | Moto2     | MV Agusta | MV Agusta Forward Racing     | 15      | 0    | 0      | 1    | 0   | 21  | 22e  |
| 2021   | Moto2     | Kalex     | Flexbox HP40                 | 18      | 0    | 0      | 0    | 0   | 36  | 19e  |
| 2022   | Moto2     | Kalex     | Yamaha VR46 Master Camp Team | 3       | 0    | 0      | 0    | 0   | 9   | 23e  |
| 2024   | Moto2     | Kalex     | Yamaha VR46 Master Camp Team | 1       | 0    | 0      | 0    | 0   | 0   | 37e  |
| Total  | Total     | Total     | Total                        | 108     | 0    | 0      | 1    | 0   | 150 |      |

#### par catégorie
| Cat.  | Saison          | 1er GP          | 1er Pod.        | 1ère Vic.       | Courses | Vic. | Podium | Pole | M/T | Pts | Titres |
| ----- | --------------- | --------------- | --------------- | --------------- | ------- | ---- | ------ | ---- | --- | --- | ------ |
| Moto3 | 2015–2016       | Amériques 2015  |                 |                 | 20      | 0    | 0      | 0    | 0   | 23  | 0      |
| Moto2 | 2017–2022, 2024 | Qatar 2017      |                 |                 | 88      | 0    | 0      | 1    | 0   | 127 | 0      |
| Total | 2015–2022, 2024 | 2015–2022, 2024 | 2015–2022, 2024 | 2015–2022, 2024 | 108     | 0    | 0      | 1    | 0   | 150 | 0      |

#### courses par années
(Les courses en gras indiquent une pole position) (Les courses en Italiques indiquent un meilleur tour)
| Saison | Catégorie | Moto      | 1      | 2       | 3       | 4       | 5       | 6       | 7       | 8       | 9       | 10      | 11      | 12      | 13      | 14      | 15      | 16      | 17      | 18      | 19    | 20     | Pos | Pts |
| ------ | --------- | --------- | ------ | ------- | ------- | ------- | ------- | ------- | ------- | ------- | ------- | ------- | ------- | ------- | ------- | ------- | ------- | ------- | ------- | ------- | ----- | ------ | --- | --- |
| 2015   | Moto3     | Mahindra  | QAT    | AME 24  | ARG 18  | SPA 19  | FRA 15  | ITA Ret | CAT 27  | NED 22  | GER 22  | INP 19  | CZE 24  | GBR Ret | RSM 14  | ARA 12  | JPN 18  | AUS Ret | MAL 13  | VAL 19  |       |        | 27e | 10  |
| 2016   | Moto3     | Mahindra  | QAT    | ARG     | AME     | SPA     | FRA     | ITA     | CAT     | NED     | GER     | AUT 20  | CZE     | GBR 4   | RSM 16  | ARA     | JPN     | AUS     | MAL     | VAL     |       |        | 29e | 13  |
| 2017   | Moto2     | Kalex     | QAT 29 | ARG 23  | AME Ret | SPA 25  | FRA Ret | ITA Ret | CAT Ret | NED 20  | GER 15  | CZE 21  | AUT Ret | GBR 7   | RSM Ret | ARA 15  | JPN 26  | AUS 13  | MAL Ret | VAL Ret |       |        | 25e | 14  |
| 2018   | Moto2     | Suter     | QAT 26 | ARG 21  | AME Ret | SPA Ret | FRA 10  | ITA Ret | CAT Ret | NED Ret | GER 25  | CZE Ret | AUT 14  | GBR C   | RSM Ret | ARA Ret | THA Ret | JPN 24  | AUS DNS | MAL     | VAL   |        | 24e | 8   |
| 2019   | Moto2     | MV Agusta | QAT 20 | ARG Ret | AME     | SPA 21  | FRA 15  | ITA Ret | CAT Ret | NED 7   | GER 22  | CZE 20  | AUT 16  | GBR 17  | RSM 15  | ARA 14  | THA Ret | JPN 10  | AUS 9   | MAL Ret | VAL 4 |        | 19e | 39  |
| 2020   | Moto2     | MV Agusta | QAT 15 | SPA 11  | ANC 9   | CZE Ret | AUT 17  | STY 14  | RSM 17  | EMI 15  | CAT Ret | FRA 14  | ARA 14  | TER Ret | EUR 15  | VAL Ret | POR 19  |         |         |         |       |        | 22e | 21  |
| 2021   | Moto2     | Kalex     | QAT 19 | DOH 8   | POR Ret | SPA 13  | FRA Ret | ITA 10  | CAT 24  | GER 20  | NED 13  | STY 18  | AUT 24  | GBR Ret | ARA 18  | RSM 16  | AME 19  | EMI 6   | ALR 13  | VAL 13  |       |        | 19e | 36  |
| 2022   | Moto2     | Kalex     | QAT    | INA     | ARG     | AME     | POR     | SPA 13  | FRA 10  | ITA     | CAT 16  | GER     | NED     | GBR     | AUT     | RSM     | ARA     | JPN     | THA     | AUS     | MAL   | VAL    | 23e | 9   |
| 2024   | Moto2     | Kalex     | QAT    | POR     | AME     | SPA     | FRA     | CAT     | ITA     | NED     | GER     | GBR     | AUT     | ARA     | RSM     | EMI     | INA     | JPN     | AUS     | THA     | MAL   | SLD 21 | 37e | 0   |

### Supersport World Championship

#### courses par saison
(Les courses en gras indiquent une pole position) (Les courses en Italiques indiquent un meilleur tour)
| Saison | Moto    | 1     | 1       | 2       | 2     | 3       | 3       | 4     | 4     | 5      | 5     | 6     | 6     | 7      | 7     | 8       | 8       | 9     | 9       | 10     | 10    | 11    | 11    | 12     | 12      | Pos  | Pts  |
| Saison | Moto    | R1    | R2      | R1      | R2    | R1      | R2      | R1    | R2    | R1     | R2    | R1    | R2    | R1     | R2    | R1      | R2      | R1    | R2      | R1     | R2    | R1    | R2    | R1     | R2      | Pos  | Pts  |
| ------ | ------- | ----- | ------- | ------- | ----- | ------- | ------- | ----- | ----- | ------ | ----- | ----- | ----- | ------ | ----- | ------- | ------- | ----- | ------- | ------ | ----- | ----- | ----- | ------ | ------- | ---- | ---- |
| 2021   | Yamaha  | SPA   | SPA     | POR     | POR   | ITA     | ITA     | NED   | NED   | CZE    | CZE   | SPA   | SPA   | FRA    | FRA   | SPA     | SPA     | SPA C | SPA 9   | POR    | POR   | ARG   | ARG   | INA    | INA     | 32nd | 7    |
| 2022   | Triumph | SPA 7 | SPA 8   | NED Ret | NED 6 | POR Ret | POR Ret | ITA 5 | ITA 4 | GBR 6  | GBR 5 | CZE 2 | CZE 3 | FRA 16 | FRA 7 | SPA Ret | SPA 3   | POR 1 | POR Ret | ARG 7  | ARG 5 | INA 7 | INA 2 | AUS 14 | AUS Ret | 6th  | 209  |
| 2023   | Yamaha  | AUS 6 | AUS 2   | INA 7   | INA 2 | NED 5   | NED 2   | SPA 6 | SPA 3 | EMI 2  | EMI 1 | GBR 2 | GBR 5 | ITA 1  | ITA 1 | CZE 2   | CZE Ret | FRA 2 | FRA 3   | SPA 11 | SPA 2 | POR 2 | POR 1 | JER 2  | JER 2   | 2nd  | 408  |
| 2024   | Yamaha  | AUS 2 | AUS Ret | SPA 2   | SPA 1 | NED 2   | NED 21  | EMI 3 | EMI 4 | GBR 2  | GBR 4 | CZE 3 | CZE 2 | POR 3  | POR 2 | FRA Ret | FRA 2   | ITA 2 | ITA 1   | SPA 2  | SPA 2 | EST 3 | EST 1 | SPA 1  | SPA 1   | 2nd  | 415  |
| 2025   | Yamaha  | AUS 1 | AUS 2   | POR 2   | POR 2 | NED 2   | NED 2   | ITA 1 | ITA 1 | CZE 26 | CZE 6 | EMI   | EMI   | GBR    | GBR   | HUN     | HUN     | FRA   | FRA     | ARA    | ARA   | POR   | POR   | SPA    | SPA     | 1st* | 185* |

* Saison en cours.

## References
1. ↑  (en) « Red Bull MotoGP Rookies Cup - Home Page », sur www.redbull.com (consulté le 3 juin 2025)
2. ↑  « Stefano Manzi », sur redbullrookiescup.com, Red Bull MotoGP Rookies Cup (consulté le 6 février 2016)
3. ↑  https://www.redbull.com/int-en/rookiescup/races/red-bull-motogp-rookies-cup-2013
4. ↑  https://www.redbull.com/ph-en/rookiescup/races/sachsenring-red-bull-rookies-cup-2013
5. 1 2  https://www.redbull.com/int-en/rookiescup/results/past-results
6. ↑  (en-GB) « Red Bull Rookies: Misano race report », sur Vroom Magazine | Your Motorsport Fix, 13 septembre 2014 (consulté le 3 juin 2025)
7. ↑  (de) « Stefano Manzi: Red Bull-Rookie 2015 beim Team Italia / Moto3 - SPEEDWEEK.com », sur www.speedweek.com, 27 août 2014 (consulté le 3 juin 2025)
8. ↑  « Moto3: Oliveira sets pace on day one in Qatar », Crash.net, Crash Media Group,‎ 26 mars 2015 (lire en ligne, consulté le 6 février 2016)
9. ↑  https://www.motoservices.com/media/attachments/classification_2015_05_17_12_04_16.pdf
10. ↑  https://www.moto.it/MotoGP/cat-moto-3/2015/classifica/gp-aragon/422
11. ↑  « Classement détaillé de l'année 2015 du Moto3 - Motoplanete », sur https://www.motoplanete.com (consulté le 3 juin 2025)
12. ↑  « Classement NeroGiardini Motorrad Grand Prix d'Autriche 2016 - Moto3 - Motoplanete », sur https://www.motoplanete.com (consulté le 3 juin 2025)
13. ↑  (de) Motorsport-Magazin.com, « Moto3 Großbritannien GP 2016 - Rennen - Ergebnis », sur Motorsport-Magazin.com (consulté le 3 juin 2025)
14. ↑  « FIM Moto3 World Championship 2016 San Marino Classification | Motorsport Stats », sur motorsportstats.com (consulté le 3 juin 2025)
15. ↑  « Moto Moto3, le classement 2016 », sur L'Équipe (consulté le 3 juin 2025)
16. ↑  « Compte rendu et résultats du GP d'Allemagne Moto2 2017 », sur wwws.moto-net.com (consulté le 3 juin 2025)
17. ↑  (de) Motorsport-Magazin.com, « Moto2 Großbritannien GP 2017 - Rennen - Ergebnis », sur Motorsport-Magazin.com (consulté le 3 juin 2025)
18. ↑  https://fr.motorsport.com/moto2/standings/2017/
19. ↑  James Dator, « MotoGP rider gets fired and quits sport after grabbing competitor's brake mid-race », sur SBNation.com, 11 septembre 2018
20. ↑  « Fenati black-flagged after grabbing rival's brake lever », sur www.motorsport.com
21. ↑  « Manzi no perdona a Fenati: "A 200 km/h es un intento de matar a una persona" », sur es.motorsport.com
22. ↑  « FIM Moto2 World Championship Standings 2018 | Motorsport Stats », sur motorsportstats.com (consulté le 3 juin 2025)
23. ↑  https://mototribu.com/wp-content/uploads/2019/06/resultats-et-classements-moto2-2019-pays-bas-assen.pdf
24. ↑  « Classement Grand Prix Motul de Valence 2019 - Moto2 - Motoplanete », sur https://www.motoplanete.com (consulté le 3 juin 2025)
25. ↑  https://fr.motorsport.com/moto2/standings/2019/
26. ↑  « MotoGP Valencia #2: Manzi makes history with first MV pole in 44 years », sur bikesportnews.com, 14 novembre 2020
27. ↑  https://fr.motorsport.com/moto2/standings/2020/?type=Driver&class=
28. ↑  (de) Motorsport-Magazin.com, « Moto2 Doha GP 2021 - Rennen - Ergebnis », sur Motorsport-Magazin.com (consulté le 3 juin 2025)
29. ↑  « FIM Moto2 World Championship 2021 Italian Grand Prix Classification | Motorsport Stats », sur motorsportstats.com (consulté le 3 juin 2025)
30. ↑  https://www.motoservices.com/media/attachments/a-a-misano-moto2.pdf
31. ↑  (de) Motorsport-Magazin.com, « Moto2 WM Stand 2021: Die aktuelle Moto2 Tabelle », sur Motorsport-Magazin.com (consulté le 3 juin 2025)
32. ↑  (en) « Moto2: VR46 Master Camp team calls up Stefani Manzi, Andrea Migno for Barcelona | Crash.net », sur www.crash.net, 13 novembre 2024 (consulté le 3 juin 2025)
33. ↑  « Classement Grand Prix Red Bull d'Espagne 2022 - Moto2 - Motoplanete », sur https://www.motoplanete.com (consulté le 3 juin 2025)
34. ↑  https://resources.worldsbk.com/files/results/2021/JER/SSP/L1A/RID/Entry.pdf
35. ↑  (en-GB) Christina Bulpett, « Manzi swaps Moto2 for WorldSSP with Dynavolt », sur BikeSport News, 14 janvier 2022 (consulté le 3 juin 2025)
36. ↑  https://resources.worldsbk.com/files/results/2022/CZE/SSP/001/CLA/Results.pdf?version=31a7f3bd48544b3763046b187aa78b60&_ga=2.85624409.1763343937.1748958547-1327530958.1748958547
37. ↑  « WorldSBK », sur www.worldsbk.com (consulté le 3 juin 2025)